# 小ぎつね
『小ぎつね（こぎつね）』は、ドイツの子供の歌に日本語の歌詞を施した文部省唱歌。
作詞は勝承夫(1902-1981)で、歌い出しは『こぎつねこんこんやまのなか』。

## 概要
1947年(昭和22年)刊行の文部省発行教科書『三年生の音楽』に収載された。
これは、戦後の日本国憲法と教育基本法・学校教育法の公布をうけ、六三制に基づく新たな編纂による音楽教科書として発行された、最後の文部省唱歌（国定教科書による唱歌）のひとつでもある。
歌詞で小ぎつねは化粧などおしゃれをしているので女の子と解釈でき、戦時中の国民学校唱歌とは大きく異なる。

## 原曲
『Fuchs, du hast die Gans gestohlen(キツネよ、お前はガチョウを盗んだね)』という題の、子供向けの歌。
ドイツの教育家･オルガニストであったエルンスト・アンシュッツ(de:Ernst Anschütz)によって1824年に発表された作品であり、現在のドイツ語圏でも広く親しまれた歌となっている。 
歌詞は、ガチョウを盗み取ったキツネに対し「ガチョウを返さないと猟師が鉄砲でお前を撃ちに来るぞ」と脅すものである。